# Leif Karate
Leif Karate var en musikgrupp från Sundsvall som var aktiv mellan 1999 och 2007. Den har medverkat med musik i bland annat långfilmen Smala Sussie och TV-serien One Tree Hill.

## Medlemmar
- Petter Södrin - bas
- Markus Persson - trummor/gitarr
- Daniel Woxlin - sång
- Rasmus Berglund - gitarr
- Per Andersson - gitarr/percussion/trummor (2002–2007)
- Mattias Johansson - gitarr (1999–2005)
- Mikael Häggkvist - synth (2000–2005)
- Jonas Jansson - synth (1999–2000)

## Diskografi
- Smala Sussie Soundtrack (CD 2003) - medverkade med låten Billy the Coach
- Steve McQueen was great in Papillon (CD-singel 2004)
- Let's back the wrong band (CD 2005)